# Mala Barna
Mala Barna is een plaats in de gemeente Grubišno Polje in de Kroatische provincie Bjelovar-Bilogora. De plaats telt 29 inwoners (2001).